# Rhinodia allongata
Rhinodia allongata là một loài bướm đêm trong họ Geometridae.